# Mahút
Mahút (arabsky محوت‎ Maḥūt‎; anglicky Mahut ) je ománský vilájet (provincie) situovaný v regionu al-Wusta. Ve vilájetu se nachází 32 vesnic, celkový počet obyvatel čítá 4 276 lidí (sčítání lidu 2003 ). V dřívějších dobách býval Mahút jedním z nejvýznamnějších přístavů v zemi. Součástí vilájetu jsou rovněž tři ostrovy. Nejdůležitějším je ostrov Mahút, pokrytý stromy Karam (Qaram). Dalšími ostrovy jsou Džaz a Ab. Na Abu žije mnoho druhů mořských ptáků jako například racek nebo volavka.
Mahút byl známý pro stavbu lodí a dopravování zboží z Ománu do Indie, východní Afriky a dalších míst na Africkém kontinentu, kam lodě dovážely ománské produkty a zpět vezly ty produkty, které nebylo možné doma získat. Většina obyvatel se věnuje pastevectví a pěstování zeleniny. Rozšířeným průmyslovým odvětvím je tkaní.